# Moeder, wat zijn we rijk

Moeder, wat zijn we rijk (traduction littérale : Mère, comme nous sommes riches) est un film belge néerlandophone de 1957 réalisé par Hein Beniest.

## Liminaire
Moeder, wat zijn we rijk est un film éducatif, produit par ABN-Centrale, dont le but est d'inciter les familles flamandes à utiliser le néerlandais comme langue standard plutôt que les différents dialectes flamands. À l'encontre de tous les films flamands de cette époque, la langue principalement employée dans le film est le néerlandais (ABN), et non pas un dialecte de celui-ci. 

## Synopsis
Au milieu des années 1950, le père de quatre enfants, gravement blessé dans un accident, est hospitalisé et l'avenir de tous doit être assuré par la mère, figure centrale de la famille. L'aîné doit cependant abandonner ses études et se met à la recherche d'un emploi, mais, partout, on lui demande une bonne connaissance de l'ABN, la langue standard néerlandaise. Quand le père revient à la maison à Noël, il ne reste rien des biens du ménage, l'huissier ayant effectué une saisie. La mère estime cependant que le plus beau n'a pas été saisi : la famille. Elle se consacre encore plus au bien-être de tous et le père peut conclure par ces mots, « Mère, que nous sommes riches ! ».

## Fiche technique
- Titre original : Moeder, wat zijn we rijk
- Réalisation : Hein Beniest
- Scénario : Hein Beniest, Tom Pigmans, Jef Van Riet
- Musique : Willem De Meyer, Emiel Hullebroeck, René Metzemaekers
- Photographie : Bert Van Ussel
- Producteur : Hein Beniest
- Société de production : ABN-Centrale
- Durée : 90 minutes
- Format : 16 mm
- Couleurs : Noir et blanc
- Son : mono
- Genre : film familial
- Année de sortie : 1957

## Distribution
la famille
- Elza Van Cant : la mère
- Tom Pigmans : le père
- Willy Blomme : Hein, le grand frère
- Helene Overlaet : Hilde, la grande sœur
- Christiane Berte : Tinneke
- Rudi Mattens : Marino

les autres acteurs
- Hein Beniest : le directeur
- Willem De Meyer : le barde flamand
- Lucien Driesen : oncle Fonne
- Renaat Grassin : Ketje
- Emiel Hullebroeck : le compositeur

## Une production ABN-Centrale
ABN-Centrale est un organisme visant à implémenter la langue standard néerlandaise (Standaardnederlands) dans les pays néerlandophones (Pays-Bas, Belgique, Suriname, Curaçao, Saint-Martin, Pays-Bas caribéens et Aruba). Moeder, wat zijn we rijk est le second film produit par cet organisme, après Jongens zoals wij réalisé par Mark Liebrecht en 1956. ABN-Centrale produira encore trois films, tous réalisés par Hein Beniest.

### Lieux de projection
En Belgique, Moeder, wat zijn we rijk est projeté dans toutes les régions flamandes, principalement dans les écoles et auprès d'associations féminines comme le KAV (nl) (Katholieke Arbeidersvrouwen), le BKG et le VKAJ (Vrouwelijke Katholieke Arbeidersjeugd), l'équivalent flamand de la section féminine de la Jeunesse ouvrière chrétienne.